# Йорданка Чанкова
Йорданка Георгиева Чанкова, по баща Николова, с нелегално име Катя, е деятелка на комунистическото младежко и работническо движение в България.
Тя е сред Петимата от РМС, начело на РеМС, членка на Политбюро на ЦК на БРП (к). Участва в комунистическото съпротивително движение през Втората световна война. Партизанка е от Втора софийска народоосвободителна бригада.

## Биография
Родена е в ксантийското село Кръстополе (тогава в Османската империя) на 8 януари 1911 г. Със семейството на родителите си се преселва в България през 1919 г. На 12 години става тютюноработничка в Пловдив.
През 1928 г. активно участва в стачката на тютюноработниците. Същата година е приета за член на Работническия младежки съюз и на българския комсомол. От 1930 г. е член на БКП и член на Окръжния комитет на РМС. Делегат е на Петия конгрес на Профинтерна в Москва (1930). През 1931 г. става секретар на РМС в Пловдив, а към есента на 1932 г. е на работа в ЦК на Комсомола.
От 1934 до 1936 г. учи в Международната ленинска школа в Москва.
След завръщането си в България работи за провеждане на ленинския курс в БРП (к) и РМС, за изграждане на единен младежки фронт. През 1937 – 1939 г. е в затвора. Там се омъжва за Георги Чанков. След освобождаването ѝ става секретар на ЦК на РМС и член на ЦК на БРП (к).
Участва в комунистическото съпротивително движение по време на Втората световна война. През 1942 година е арестувана и изпратена в женския отдел „Свети Никола“ на концлагера „Гонда вода“, Асеновградско, откъдето на 22 юни същата година избягва. Поема отново ръководството на ЦК на РМС и е избрана за член на Политбюро на ЦК на БРП (к) (1942). Известна е с нелегалното име Катя.
През април 1944 г. заминава за района на Трънския партизански отряд и се включва във Втора софийска народоосвободителна бригада. Участва във всичките ѝ акции и сражения. След битката при Батулия се откъсва с група партизани. На 30 май 1944 г. е ранена тежко в сражение c жандармерия над село Елешница (дн. в Община Елин Пелин), заловена е жива и разстреляна.
Неин брат е Величко Николов, български офицер (генерал-лейтенант).

## Памет
Костите на партизанката (и на други 16 дейци на БКП и РМС) са положени в Братската могила в София.
Село Елешница (днес в Община Елин Пелин), където тя загива, се казва Йорданкино в нейна чест от 06.01.1959 до 15.10.1991 г.
Нейното име преди 1990-те години носи площад „Журналист“ в София. В наименованието на площада се сменя фамилното име на партизанката според политическите промени: до низвергването на съпруга ѝ Георги Чанков от БКП през 1957 г. се казва пл. „Йорданка Чанкова“, а след това – пл. „Йорданка Николова“ (по нейната бащина фамилия). Улици „Йорданка Николова“ и днес има в Димитровград, Раднево, Провадия, гр. Средец.
В чест на Йорданка Николова-Чанкова са издигнати статуя и бюст в Пловдив, паметници в Раковски, Златоград, с. Йорданкино (Елешница) и други селища.
Нейният дом в Пловдив (квартал Кючук Париж) е превърнат в къща-музей, която е обявена за паметник на културата. Музеят е закрит след 1990 г. и къщата по-късно е съборена.